# Équipe d'Uruguay de Coupe Davis
L'équipe d'Uruguay de Coupe Davis représente l'Uruguay à la Coupe Davis. Elle est placée sous l'égide de la Fédération uruguayenne de tennis.

## Historique
Créée en 1931, l'équipe d'Uruguay de Coupe Davis n'a évolué au mieux que dans le groupe I de la zone Amériques atteignant toutefois trois fois les barrages du groupe mondial lors de la Coupe Davis 1990 (défaite contre le Mexique), 1992 (défaite contre les Pays-Bas), et 1994 (défaite contre l'Autriche).

## Joueurs de l'équipe
Les chiffres indiquent le nombre de matchs en simple joués-remportés
- Pablo Cuevas
- Marcel Felder
- Federico Sansonetti
- Ariel Behar
- Marcelo Filippini (31-22)
- Diego Pérez (31-23)